# Fredegar
Fredegar – kronikarz frankijski, żył w VII wieku. Imię Fredegar zostało nadane w czasach późniejszych.
Autor kroniki Historia Francorum. Jej pierwsza część jest kompilacją różnych źródeł i opisuje dzieje powszechne Europy zachodniej, a przede wszystkim Galii do 584 roku. Druga część jest poświęcona głównie dziejom Merowingów, w latach 584-643. Kronika została doprowadzona przez kontynuatorów do 768 roku. Jest najważniejszym źródłem historycznym opisującym dzieje VII wieku. W księdze IV zawiera jedyną wzmiankę o pierwszym słowiańskim państwie Samona. 